# Martigny (Manche)
Martigny és un municipi francès situat al departament de la Manche i a la regió de Normandia. L'any 2007 tenia 321 habitants.

## Demografia

### Població
El 2007 la població de fet de Martigny era de 321 persones. Hi havia 136 famílies de les quals 32 eren unipersonals (12 homes vivint sols i 20 dones vivint soles), 44 parelles sense fills, 48 parelles amb fills i 12 famílies monoparentals amb fills.
La població ha evolucionat segons el següent gràfic:
Habitants censats

### Habitatges
El 2007 hi havia 152 habitatges, 136 eren l'habitatge principal de la família, 8 eren segones residències i 8 estaven desocupats. 144 eren cases i 8 eren apartaments. Dels 136 habitatges principals, 96 estaven ocupats pels seus propietaris i 40 estaven llogats i ocupats pels llogaters; 2 tenien una cambra, 6 en tenien dues, 23 en tenien tres, 33 en tenien quatre i 72 en tenien cinc o més. 122 habitatges disposaven pel capbaix d'una plaça de pàrquing. A 63 habitatges hi havia un automòbil i a 65 n'hi havia dos o més.

### Piràmide de població
La piràmide de població per edats i sexe el 2009 era:
| Homes | Edats   | Dones |
| ----- | ------- | ----- |
| 0     | 95 o +  | 0     |
| 0     | 90 a 94 | 0     |
| 0     | 85 a 89 | 4     |
| 12    | 80 a 84 | 0     |
| 12    | 75 a 79 | 8     |
| 4     | 70 a 74 | 8     |
| 4     | 65 a 69 | 8     |
| 16    | 60 a 64 | 16    |
| 4     | 55 a 59 | 12    |
| 8     | 50 a 54 | 4     |
| 12    | 45 a 49 | 8     |
| 8     | 40 a 44 | 16    |
| 8     | 35 a 39 | 8     |
| 16    | 30 a 34 | 16    |
| 8     | 25 a 29 | 4     |
| 8     | 20 a 24 | 4     |
| 12    | 15 a 19 | 20    |
| 16    | 10 a 14 | 12    |
| 12    | 5 a 9   | 20    |
| 4     | 0 a 4   | 4     |

## Economia
El 2007 la població en edat de treballar era de 196 persones, 154 eren actives i 42 eren inactives. De les 154 persones actives 147 estaven ocupades (83 homes i 64 dones) i 7 estaven aturades (2 homes i 5 dones). De les 42 persones inactives 20 estaven jubilades, 13 estaven estudiant i 9 estaven classificades com a «altres inactius».

### Ingressos
El 2009 a Martigny hi havia 134 unitats fiscals que integraven 313,5 persones, la mediana anual d'ingressos fiscals per persona era de 14.637 €.

### Activitats econòmiques
Dels 6 establiments que hi havia el 2007, 1 era d'una empresa extractiva, 3 d'empreses de construcció, 1 d'una empresa de comerç i reparació d'automòbils i 1 d'una empresa classificada com a «altres activitats de serveis».
Dels 3 establiments de servei als particulars que hi havia el 2009, 1 era un paleta, 1 fusteria i 1 electricista.
L'any 2000 a Martigny hi havia 41 explotacions agrícoles que ocupaven un total de 510 hectàrees.

## Poblacions més properes
El següent diagrama mostra les poblacions més properes.